# Tiếng Tangut
Tiếng Tangut, tiếng Đảng Hạng hay tiếng Tây Hạ là một ngôn ngữ Tạng-Miến thời xưa, một thời nói ở Tây Hạ, trong văn liệu Tây phương còn gọi là Tangut Empire (Đế quốc Tangut). Đây là một ngôn ngữ trong nhóm ngôn ngữ Khương, cùng với tiếng Khương Bắc, Khương Nam, tiếng Phổ Mễ, vân vân...
Tiếng Tangut là ngôn ngữ chính thức của Tây Hạ (trong tiếng Tạng tên là Mi nyag), do người Đảng Hạng dựng nên, giành độc lập từ nhà Tống vào đầu thế kỷ XI. Tây Hạ sụp đổ năm 1226 do bị quân Thành Cát Tư Hãn xâm lược.
Tiếng Tangut có chữ viết riêng, gọi là chữ Tây Hạ.
Văn liệu tiếng Tangut cuối cùng được tìm trên hai cột đá kinh Phật Tây Hạ, niên đại 1502, cho thấy rằng người Đảng Hạng vẫn nói ngôn ngữ này 300 năm sau khi mất nước.

## Phục dựng

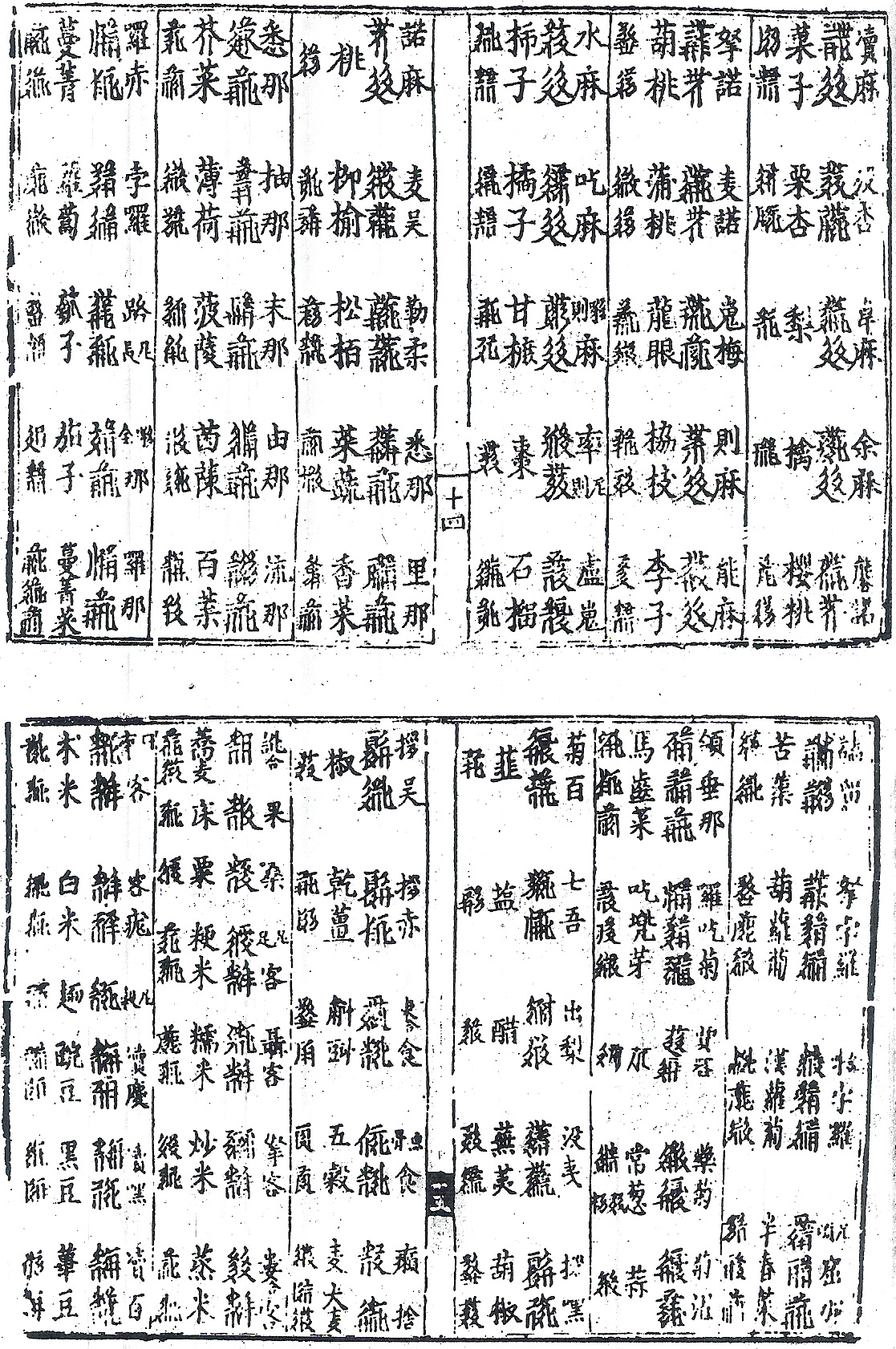
Một tập Phiên Hán hợp thờì chưởng trung châu

## Chữ viết

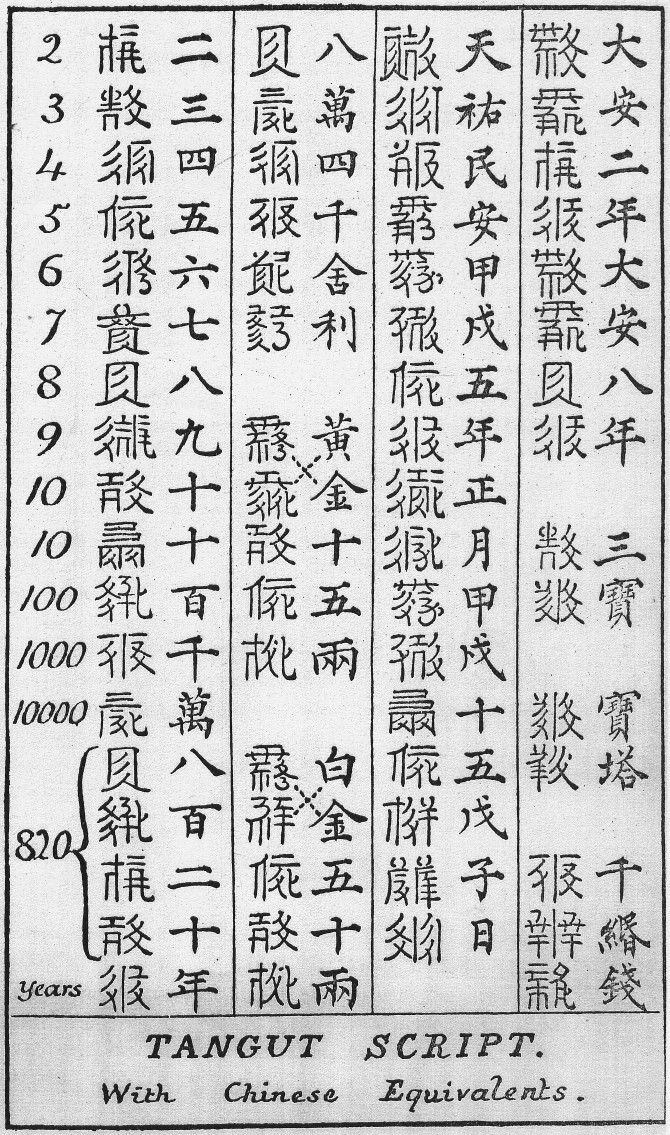
37 chữ Tangut đã được giải mã bởi Stephen Wootton Bushell

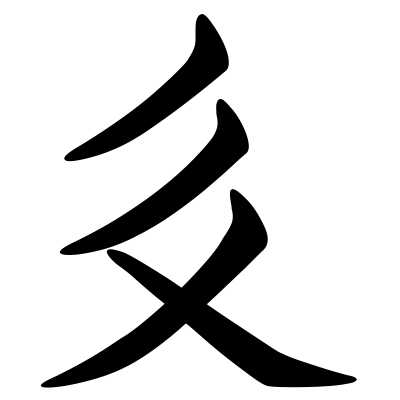
Chữ "người" trong tiếng Tangut

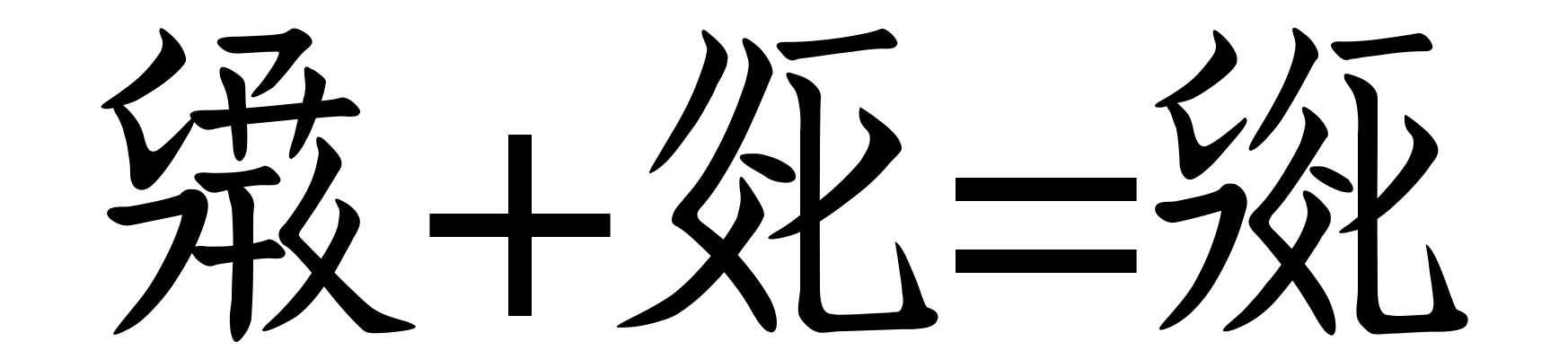
Chữ "bùn" là ghép của một phần bộ "nước" và chữ "đất"

## Âm vị học

### Phụ âm
| Tên chữ Hán | Tên Hán-Việt    | Tên hiện đại        | Arakawa             | Gong           | Miyake         |
| ----------- | --------------- | ------------------- | ------------------- | -------------- | -------------- |
| 重唇音類    | Trọng thờn âm   | Âm đôi môi          | p, ph, b, m         | p, ph, b, m    | p, ph, b, m    |
| 輕唇音類    | Khinh thờn âm   | Âm môi răng         | f, v, w             |                | v              |
| 舌頭音類    | Thiệt đầu âm    | Âm chân răng thường | t, th, d, n         | t, th, d, n    | t, th, d, n    |
| 舌上音類    | Thiệt thượng âm | Âm quặt lưỡi        | ty', thy', dy', ny' |                | tʂ tʂh dʐ ʂ    |
| 牙音類      | Nha âm          | Âm vòm mềm          | k, kh, g, ng        | k, kh, g, ŋ    | k, kh, g, ŋ    |
| 齒頭音類    | Xỉ đầu âm       | Âm chân răng sau    | ts, tsh, dz, s      | ts, tsh, dz, s | ts, tsh, dz, s |
| 正齒音類    | Chính xỉ âm     | Âm vòm              | c, ch, j, sh        | tɕ, tɕh, dʑ, ɕ |                |
| 喉音類      | Hầu âm          | Âm thanh hầu        | ', h                | ., x, ɣ        | ʔ, x, ɣ        |
| 流風音類    | Lưu phong âm    | Âm chân răng cạnh   | l, lh, ld, z, r, zz | l, lh, z, r, ʑ | ɫ, ɬ, z, ʐ, r  |

### Nguyên âm
|       | Phổ thông (普通) | Khẩn hậu (緊候) | Quyển thiệt (捲舌) |
| ----- | ---------------- | --------------- | ------------------ |
| Cao   | i I u            | iq eq uq        | ir Ir ur           |
| Trung | e o              | eq2 oq          | er or              |
| Thấp  | a                | aq              | ar                 |